# 울릉솔송나무
울릉솔송나무(학명: Tsuga ulleungensis 츠가 울릉엔시스[*])는 대한민국 울릉도에 자생하는 솔송나무속의 고유종으로 2017년에 솔송나무에서 신종으로 분리되었다.

## 특징
늘푸른큰키나무(常綠喬木)이며, 나무의 높이(樹高)는 22m 흉고직경 80cm에 달한다. 나무껍질(樹皮)은 다갈색 또는 황갈색이다. 잎은 선형이고, 미요두(微凹頭)이며, 길이는 6.6~16.7mm, 너비는 1.2~2.1mm이고, 잎자루의 길이는 1mm이다. 잎의 횡단면은 타원형이며, 양쪽 선단이 약간 둥글다. 표면은 윤채가 있는 짙은 녹색이다. 뒷면에는 2개의 기공조선이 있다. 암수한그루이며 구화수(또는 소포자낭, 毬花穗)는 5월에 달린다. 수구화수는 달걀형이고, 자루가 있으며, 짧은 가지 끝에서 위로 솟아오른 채 달려있다. 자줏빛이 도는 암구화수는 달걀형이며, 2년생 가지의 끝에서 아래를 향해 뻗어있다. 구과(또는 종구)는 타원형 또는 달걀형이며, 대가 있고, 길이는 15.6~25.8mm이다. 18~29개의 실편으로 되어있으며, 실편의 길이는 5.6~12.5mm이다. 종자는 황갈색이고, 길이는 2.9~4.4mm이다. 종자날개는 종자의 한 면을 덮고 있고, 잘 떨어지지 않으며, 길이는 4.5~7.6mm이다. 10월에 종자가 익는다.

## 생태 및 분포
울릉솔송나무는 울릉도에서 주로 해발 310~500m 정도 북향 경사면, 배수가 잘되는 능선부에 서식한다. 나리분지나 천연기념물 제50호인 '울릉 태하동 솔송나무·섬잣나무·너도밤나무 군락'에서 울릉솔송나무를 볼 수 있으나, 그루 수는 매우 적다.

## 솔송나무와의 차이
2017년 홀먼 등의 연구자들이 기재한 논문에 따르면 울릉도에 자생하는 솔송나무가 일본에 서식하는 솔송나무(T. sieboldii)와 달리 형태상 송진의 크기와 실편의 모양이 다르며, 4CL분석에서는 일본의 솔송나무와 유연관계가 높다는 사실에 근거하여 울릉도 자생 개체군을 신종으로 분류시켰다.

## 같이 보기
- 울릉 태하동 솔송나무·섬잣나무·너도밤나무 군락